# Assaí (tiểu vùng)
Assaí là một tiểu vùng thuộc bang Paraná, Brasil. Tiều vùng này có diện tích 2239 km², dân số năm 2007 là 73415 người.